# T92 (semovente)
Il T92 Howitzer Motor Carriage era un semovente d'artiglieria sviluppato negli Stati Uniti d'America durante la seconda guerra mondiale.
Il mezzo era armato con un obice da 240 mm M1 montato su scafo del carro M26E3, che in seguito verrà ridenominato Pershing, modificato: era infatti stata aggiunta una settima ruota al treno di rotolamento. Una limitata produzione venne ordinata nel marzo del 1945 e il primo veicolo di prova fu approntato per il 25 giugno dello stesso anno: in totale la produzione fu di cinque esemplari.
Contemporaneamente al T92 veniva sviluppato anche un altro mezzo simile: il T93. Quest'ultimo differiva dal precedente per l'arma utilizzata. In questo caso era stata montata la versione a canna lunga del cannone da 8 inch M1 (203 mm).
I due mezzi avrebbero dovuto essere impiegati, in numeri limitati, nell'Operazione Downfall, la progettata invasione del Giappone. Con la resa ufficiale da parte dell'Impero Giapponese, avvenuta il 14 agosto 1945, venne meno la necessità di questi mezzi, che non vennero mai inviati nel teatro operativo dell'Pacifico.

## Sviluppo
Con l'adozione del nuovo carro pesante Pershing, venne proposto di realizzare su tale scafo e relativi componenti un completo "Heavy Weight Combat Team", ovvero una serie di veicoli corazzati complementari. La necessità di sostituire l'obice autotrainato da 240 mm M1918, e le precedenti esperienze del cannone da 155 mm montato su scafi di carri medi M3 o M4, indicavano la possibilità di realizzare un semovente da 240 mm sullo scafo di un M26 Pershing. Il progetto fu approvato nel 1945 e fu immediatamente stipulato un contratto per la produzione di quattro prototipi con la Chrysler. Il primo esemplare fu terminato nel mese di luglio dello stesso anno.
Per montare queste artiglierie di grosso calibro fu necessario allungare lo scafo del carro M26 e aggiungere un rullo portante per lato. Inoltre fu invertita la configurazione dello scafo, sicché il T92 era a trazione anteriore. Sistemato posteriormente al veicolo, era inoltre presente un vomere per l'ancoraggio al suolo durante il tiro.

## Prove preliminari
Le prove indicarono che questo tipo di artiglieria semovente sarebbe stata ideale per le azioni contro bunker e postazioni in caverna, molto comuni sul fronte del Pacifico: vennero perciò prodotte delle granate con spolette specificatamente studiate per la perforazione di opere in cemento. L'obice era in grado di sparare un proietto di 160 chilogrammi fino a 25 chilometri circa.
Il lancio delle bombe atomiche su Hiroshima e Nagasaki e la conseguente cessazione delle ostilità impedirono a questo mezzo di partecipare alla guerra: all'epoca della resa nipponica infatti questi pochi esemplari erano comunque pronti per la spedizione nel Pacifico, e il loro impiego era contemplato nella progettata invasione del Giappone.
Il motivo principale per cui questi mezzi non furono messi in produzione è dovuto al basso rapporto potenza peso (8.8 HP/t, con un rapporto per un M4 Sherman di 12.2 HP/t) che li rendeva estremamente poco agili in terreno vario. Il peso elevato era dovuto essenzialmente al peso dell'arma, pari da solo a 28 t, a cui si aggiungeva il forte peso del vomere d'arresto. D'altra parte non è chiaro perché i progettisti abbiano conservato una corazzatura di 1 pollice (25 mm) per un mezzo che portava un'arma con una gittata di 23 km, quindi che avrebbe dovuto essere usato solamente nelle seconde linee.